# فرانک وایتل
فرانک ویتل (انگلیسی: Frank Whittle; ۱ ژوئن ۱۹۰۷ – ۹ اوت ۱۹۹۶) یک افسر مهندس هوایی نیروی هوایی سلطنتی بریتانیا بود. وی به خاطر توسعه موتور جت شناخته می‌شود.
وی برنده جوایزی همچون نشان رامفورد شده‌است.